# Prikljutjenija v gorode, kotorogo net
Prikljutjenija v gorode, kotorogo net (russisk: Приключения в городе, которого нет) er en sovjetisk spillefilm fra 1974 af Leonid Netjajev.

## Medvirkende
- Jevgenij Gorjatjev som Slava Kurotjkin
- Igor Anisimov som Timur Garajev
- Vjatjeslav Baranov som Gavrosj
- Aleksandr Pljusjjev som Petja Bachej
- Aleksandr Pokko som Gavrik